# Volkswagen Polo Playa
Volkswagen Polo Playa — субкомпактный хетчбэк немецкого автоконцерна Volkswagen, находящийся в производстве с 1996 по 2003 год. Являлся лицензионным клоном Seat Ibiza Mk2.
В этот же период на рынках продавался автомобиль Volkswagen Polo Mk3, у которого общие характеристики с Seat Ibiza и Volkswagen Polo Playa. В Южной Африке Volkswagen Polo Classic выпускался на базе Seat Cordoba I.
Слово Playa в переводе с испанского означает пляж. Это говорит о том, что автомобиль Volkswagen Polo Playa выпускался на базе Seat Ibiza Mk2.